# Веттий Юст
Ве́ттий Юст (лат. Vettius Iustus) — государственный деятель Римской империи первой половины IV века, консул 328 года (вместе с Флавием Январином).
О Юсте не сохранилось более никаких сведений. Возможно, он был дедом Юстины, жены Валентиниана I.